# Dóxa Dráma
Maillots
Le Gymnastikos Syllogos Dóxa, plus couramment abrégé en Dóxa Dráma (en grec moderne : Γυμναστικός Σύλλογος Δόξα Δράμας) est un club grec de football fondé en 1918 et basé dans la ville de Dráma.

## Histoire
Pendant la Première Guerre mondiale, près de la ville de Drama, une équipe de soldats anglais jouant régulièrement au football dans leur camp militaire mène la population locale à créer le premier club de football de la région. Fondé sous le nom de Pileas en 1918, l'équipe est renommée Dóxa Dráma en 1919.
Initialement, les couleurs du club sont le noir et blanc et le logo comporte un trèfle noir. Après la guerre, le trèfle noir est remplacé par un aigle noir, tandis que les couleurs noire et blanche restent inchangées.
Le premier match officiel de la Dóxa Dráma se joue contre le club de Kavala, une équipe d'un village voisin du même nom. Ce match se termine sur une victoire des trèfles noirs sur le score de 3 buts à 0. Après la guerre civile grecque, le club rejoint la première division grecque. La Dóxa atteint la finale de la Coupe de Grèce de football en 1954, 1958 et 1959, mais les perd toutes face à l'Olympiakos Le Pirée. La Dóxa Dráma reste dans l'élite durant 19 saisons. Des difficultés financières et administratives mènent à la relégation du club en championnat amateur de Grèce, le Delta Ethniki. Le club est promu en Championnat de Grèce de football D2 à la fin de la saison 2008–2009.

## Palmarès
| Compétitions nationales |
| --- |
| - Coupe de Grèce : - Finaliste : 1953-54, 1957-58 et 1958-59. - Championnat de Grèce D2 (1) : - Champion : 1988-88. - Championnat de Grèce D3 (1) : - Champion : 2008-09. - Vice-champion : 2016-17 (Gr. 1). - Championnat de Grèce D4 (1) : - Champion : 2002-03 (Gr. 1). |

## Personnalités du club

### Présidents du club
- Giannis Byros
- Ilias Chatzieleftheriou

### Entraîneurs du club
| - Panos Markovic (1952–1955) - Panos Markovic (1963–1965) - Antonis Georgiadis (1968–1970) - Konstantinos Chatzimichail (1978–1979) - Tsvetan Iltchev (1979–1980) - Panos Markovic (1980–1981) - Nikos Alefantos (1983) - Kostas Polychroniou (1983–1984) - Antonis Michalakopoulos (1984) - Kostas Karapatis (1984–1986) - Chrístos Archontídis (1986) - Tsvetan Iltchev (1986) - Panos Markovic (1986–1987) - Kostas Karapatis (1987) - Gerhard Prokop (1988–1989) - Nikos Alefantos (1989–1990) - Slobodan Vučeković (1990 – 1991) - Chrístos Archontídis (1991) - Kostas Karapatis (1991–1992) - Gerhard Prokop (1992) - Michalis Filippou (1992–1994) - Konstantinos Michailidis (1994) | - Giannis Gounaris (1994–1995) - Konstantinos Michailidis (1995) - Giannis Tsevrentzis (1995–1997) - Michalis Filippou (1997–1998) - Stelios Katrakylakis (1998) - Kostas Karapatis (1998–1999) - Dimitrios Papadopoulos (2003) - Kostas Vasilakakis (2003–2004) - Kyriakos Alexandridis (2004) - Gjoko Hadžievski (2004–2005) - Panagiotis Tsalouchidis (2005) - Dimitris Kalaitzidis (2005) - Giannis Tsevrentzis (2005–2006) - Jorge Barrios (2006) - Kostas Vasilakakis (2006) - Antonis Michalakopoulos (2006–2007) - Giannis Tsevrentzis (2007) - Kostas Vasilakakis (2008–2010) - Vasilios Mouratidis (2010) - Stratos Voutsakelis (2010) - Michalis Grigoriou (2010–2011) - Apostolos Charalampidis (2011) | - Makis Katsavakis (2011–2012) - Soulis Papadopoulos (2012) - Antonis Kasdovasilis (2012) - Panagiotis Tzanavaras (2012–2013) - Kostas Vasilakakis (2013–2014) - Anastasios Lefkopoulos (2014) - Georgios Koudounis (2014) - Andreas Pantziaras (2014–2016) - Kostas Vasilakakis (2016) - Nikolaos Karabetakis (2016) - Panagiotis Tzanavaras (2016–2017) - Angelos Digozis (2017–2018) - Nikolaos Iosifidis (2018) - Nikos Kostenoglou (2018) - Kostas Vasilakakis (2018) - Staikos Vergetis (2018–2019) - Dimitrios Spanos (2019) - Sokratis Ofrydopoulos (2019) - Konstantinos Anyfantakis (2019–2020) - Kostas Vasilakakis (2020) - Thanasis Kolitsidakis (2020–2021) - Makis Katsavakis (2021–) |